# Dark Kingdom: The Dragon King
Dark Kingdom: The Dragon King (también conocida como El Reino Del Anillo en España, Ring of the Nibelungs, Die Nibelungen, Curse of the Ring, o Sword of Xanten) es una película de fantasía y miniserie basada en la historia de la mitología nórdica llamada "Saga Volsunga" y en el poema épico Cantar de los nibelungos, que cuenta la historia de Sigurd. La obra de arte total de Richard Wagner Sigfrido y El ocaso de los dioses están basadas en el mismo material.

## Sinopsis
Los reyes de Xanten son asesinados por los reyes gemelos, pero antes de eso logran poner a salvo a su hijo Sigfrido lanzándolo río abajo sobre unos troncos. Un viejo herrero encuentra al niño y lo bautiza como Eric. Cuando el niño crece cae un meteorito en el bosque. En ese mismo lugar, el destino le ha propiciado el encuentro con Brunilda, reina de Islandia, a la cual derrota en combate, siendo el primer hombre que lo logra. Se enamoran, y ella promete esperarle en su reino. 
Pero Eric / Sigfrido conoce a los príncipes de Burgundia y su vida cambia. Cuando mata al dragón Fafner y roba el tesoro de los Nibelungos se convierte en un héroe. Sin embargo, el anillo que forma parte del tesoro, y del cual se apropia, le traerá numerosas desgracias. Crimilda, hermana del rey, se enamora de Sigfrido, y con ayuda de Hagen, un servidor de su hermano, y de un brebaje mágico, hace que se olvide de su gran amor por Brunilda, que sigue esperando en Thule. Según las leyes burgundias los hermanos del rey deben esperar a que él se case para tomar esposos, de modo que Gunther y Sigfrido viajan a Islandia a pedir la mano de Brunilda, que es la única mujer que desea el soberano. Lástima que Brunilda exija a todos sus pretendientes duras pruebas, cuya no resolución se paga con la muerte.
En la línea de El Señor de los Anillos, Volker Engel (efectos visuales de Godzilla e Independence Day) produce la historia del joven herrero Sigfrido (Benno Fürmann que actuó en Anatomy), que tras una maldición pone en peligro su amor por la hermosa reina guerrera escandinava Brunilda (Kristanna Loken que actuó en Terminator 3: La rebelión de las máquinas).

## Reparto
- Benno Fürmann - Eric / Sigfrido de Xanten
- Alicia Witt - Kriemhild
- Kristanna Loken - Brunilda
- Max von Sydow - Eyvind
- Julian Sands - Hagen
- Samuel West - Rey Gunther
- Robert Pattinson - Giselher
- Mavie Hörbiger - Lena
- Aletta Bezuidenhout - Hallbera
- Sean Higgs - Alberich
- Götz Otto - Rey Thorkwin de Sajonia
- Ralf Moeller - Rey Thorkilt de Sajonia